# Convair XFY-1
XFY-1 Pogo (Прыгун) – экспериментальный турбовинтовой самолёт-истребитель вертикального взлёта и посадки, созданный в начале 1950-х годов фирмой Convair.

## История создания
В 1950 году ВМС США выпустило техническое задание на истребитель вертикального взлёта и посадки, способный размещаться на обычных кораблях (не авианосцах) с целью обороны морских конвоев от атак с воздуха. Две фирмы: Convair и Lockheed разработали для удовлетворения этого технического задания  самолёты- XFY-1 и XFV-1, соответственно. Оба самолёта были оснащёны одним турбовинтовым двигателем и должны были взлетать и садиться, повернув свою продольную ось в вертикальное положение, то есть на хвост (см. рисунок). Самолёт XFY-1 совершил свой первый вертикальный взлёт в августе 1954 года. В ноябре того же года был выполнен первый перевод машины в горизонтальный полёт. Несмотря на ряд успешных вертикальных взлётов с переходом в горизонтальный полёт и посадок, ВМС США закрыли программу, и серийное производство самолёта так и не началось.

## Лётно-технические характеристики
Источник данных: 

Технические характеристики
- Экипаж: 1
- Длина: 10,67 м
- Размах крыла: 8,43 м
- Высота:
- Площадь крыла: 33 м²
- Масса пустого: 5330 кг
- Максимальная взлётная масса: 7378 кг
- Силовая установка: 1 × ТВД  Allison T40-A-14 (на опытном экземпляре Allison T40-A-6)
- Мощность двигателей: 1 × 7100 л.с. (5100 л.с.)

Лётные характеристики
- Максимальная скорость: 981 км/ч (расч.)
- Практический потолок: 13300 м (расч.)
- Скороподъёмность: 53 м/с (расч.)

Вооружение
- Стрелково-пушечное: 4 х 20 мм пушки